# Arquidiocese de Munique e Freising
A Arquidiocese de Munique e Freising ou, por vezes, de Frisinga (em latim: Archidioecesis Monacensis et Frisingensis e em alemão:  Erzbistum München und Freising) é uma circunscrição eclesiástica da Igreja Católica Romana na Baviera, Alemanha. É chefiada pela prelazia do arcebispo de Munique, o qual administra a sé a partir da igreja matriz em Munique, Frauenkirche, também chamada de "catedral de Munique". A catedral anterior era a Catedral de Freising.

## História
A sede foi canonicamente estabelecida por volta de 739 por São Bonifácio como Diocese de Freising. Depois da Guerra dos Trinta Anos, o bispo tornou-se um príncipe-bispo. A diocese foi dissolvida em 1803 após o colapso do Sacro Império Romano-Germânico, embora um bispo titular estivesse presente até 1 de abril de 1818, quando o Papa Pio VII transformou a diocese em arquidiocese, com sede em Munique.

## Território
A arquidiocese está dividida em quarenta deados com 758 paróquias. Os bispos-auxiliares são o bispo de Augsburgo, o bispo de Passau, e o bispo de Ratisbona. 

### Sufragâneas
- Diocese de Augsburgo
- Diocese de Passau
- Diocese de Ratisbona

## Líderes

### Bispos de Freising
- São Corbiniano (723-730; fundou a abadia beneditina em Freising, embora a diocese não fosse organizada até 739 por São Bonifácio)
- Eremberto (739-747)
- José de Verona (747-764)
- Arbeo (764-783)
- Atão (784-810)
- Hitão (811-834)
- Erchamberto (835-854)
- Anno (855-875)
- Arnoldo (875-883)
- Valdo (883-903)
- Utão (903-907)
- Dracolfo (907-926)
- Wolfram (926-937)
- Lantberto (937-957)
- Abraão (957-994)
- Gottschalk (994-1006)
- Egilberto de Moosburg (1006-1039)
- Nitker (1039-1052)
- Ellenhard, Conde de Merano (1052-1078)
- Meginhard, Conde de Scheyern (1078-1098)
- Heinrich I de Ebersdorf (1098-1137)
- Otão I de Freising (1138-1158)
- Alberto I (1158-1184)
- Otão II (1184-1220)
- Gerold von Waldeck (1220-1230)
- Konrad I von Tölz und Hohenburg (1230-1258)
- Konrad II de Wittelsbach (1258-1278)
- Friedrich von Montalban (1279-1282)
- Emicho de Wittelsbach (1283-1311)
- Gottfried von Hexenagger (1311-1314)
- Konrad III der Sendlinger (1314-1322)
- Johannes I Wulfing (1323-1324)
- Konrad IV von Klingenberg (1324-1340)
- Johannes II Hake (1340-1349)
- Albert II de Hohenberg (1349-1359)
- Paul von Jägerndorf (1359-1377)
- Leopold von Sturmberg (1377-1381)
- Berthold von Wehingen (1381-1410)
- Konrad V. von Hebenstreit (1411-1412)
- Hermann Graf von Cilli (1412-1421)
- Nicodemus de Scala (1421-1443)
- Heinrich II de Schlick (1443-1448)
- Johannes Grünwalder † (15 Jan. 1448, nomeado - 2 Dez. 1452, faleceu)
- Johann Tulbeck † (Jan. 1453, nomeado - Nov. 1473, renunciou)
- Sixtus von Tannberg † (12 Jan. 1474, nomeado - 14 Jul. 1495, faleceu)
- Ruprecht Pfalzgraf von Rhein † (1 Ago. 1495, nomeado - 3 Dez. 1498, renunciou)
- Philipp von der Pfalz † ( 1499, nomeado - 5 Jan. 1541, faleceu)
- Heinrich Pfalzgraf von Rhein † (5 Jan. 1541, substituído - 3 Jan. 1552, faleceu)
- Leo Lösch von Hilkershausen † (15 Fev. 1552, nomeado - 8 Abr. 1559, faleceu)
- Moritz von Sandizell † (12 Jun. 1559, nomeado - 18 Out. 1566, renunciou)
- Ernst Herzog von Bayern † (18 Out. 1566, nomeado - 17 Fev. 1612, faleceu)
- Stephan von Seiboldsdorf † (7 Mai. 1612, nomeado - 16 Jan. 1618, faleceu)

### Príncipes-bispos de Freising
- Veit Adam Gepeckh von Arnsbach † (12 Fev. 1618, nomeado - 8 Dez. 1651, faleceu)
- Albrecht Sigmund Herzog von Bayern † (8 Dez. 1651, nomeado - 5 Nov. 1685, faleceu)
- Joseph Clemens Kajetan Herzog von Bayern † (4 Nov. 1685, substituído - 29 Set. 1694, renunciou)
- Johann Franz Freiherr von Eckher von Kapfing und Liechteneck † (29 Jan. 1695, nomeado - 23 Fev. 1727, faleceu)
- Johann Theodor Herzog von Bayern † (23 Fev. 1727, substituído - 27 Jan. 1763, faleceu)
- Klemens Wenzeslaus Herzog von Sachsen † (18 Abr. 1763, nomeado - 20 Ago. 1768, renunciou)
- Ludwig Joseph Freiherr von Welden auf Laubheim und Hohenaltingen † (23 Jan. 1769, nomeado - 15 Mar. 1788, faleceu)
- Max Polykarp Reichsgraf von Törring-Jettenbach † (26 Mai. 1788, nomeado - 30 Dez. 1789, faleceu)
- Joseph Konrad Freiherr von Schroffenberg, C.R.S.A. † (1 Mar. 1790, nomeado - 4 Abr. 1803, faleceu)
- Joseph Jakob von Heckenstaller † (14 Abr. 1803, nomeado - 16 Fev. 1818, renunciou)

### Arcebispos de Munique e Freising
- Lothar Anselm Freiherr von Gebsattel † (16 Fev. 1818, nomeado - 1 Out. 1846, faleceu)
- Karl August Graf von Reisach † (1 Out. 1846, substituído - 19 Jun. 1856, faleceu)
- Gregor (Leonhard Andreas) von Scherr, O.S.B. † (6 Jan. 1856, nomeado - 24 Out. 1877, faleceu)
- Antonius von Steichele † (30 Abr. 1878, nomeado - 9 Out. 1889, faleceu)
- Antonius von Thoma † (23 Out. 1889, nomeado - 24 Nov. 1897, faleceu)
- Franz Joseph von Stein † (24 Dez. 1897, nomeado - 4 Mai. 1909, faleceu)
- Franziskus A. von Bettinger † (23 Mai. 1909, nomeado - 12 Abr. 1917, faleceu)
- Michael von Faulhaber † (26 Mai. 1917, nomeado - 12 Jun. 1952, faleceu)
- Joseph Wendel † (9 Ago. 1952, nomeado - 31 Dez. 1960, faleceu)
- Julius August Döpfner † (3 Jul. 1961, nomeado - 24 Jul. 1976, faleceu)
- Joseph Ratzinger (24 Mar. 1977, nomeado - 15 Fev. 1982, renunciou)
- Friedrich Wetter (28 Out. 1982, nomeado - 2 Fev. 2007, renunciou)
- Reinhard Marx (30 Nov. 2007, nomeado - )

## Estatísticas
A arquidiocese, até o final de 2004, havia batizado 1.824.758 pessoas em uma população de 3.425.000, correspondendo a 53,3% do total.